# Zámek Tivoli

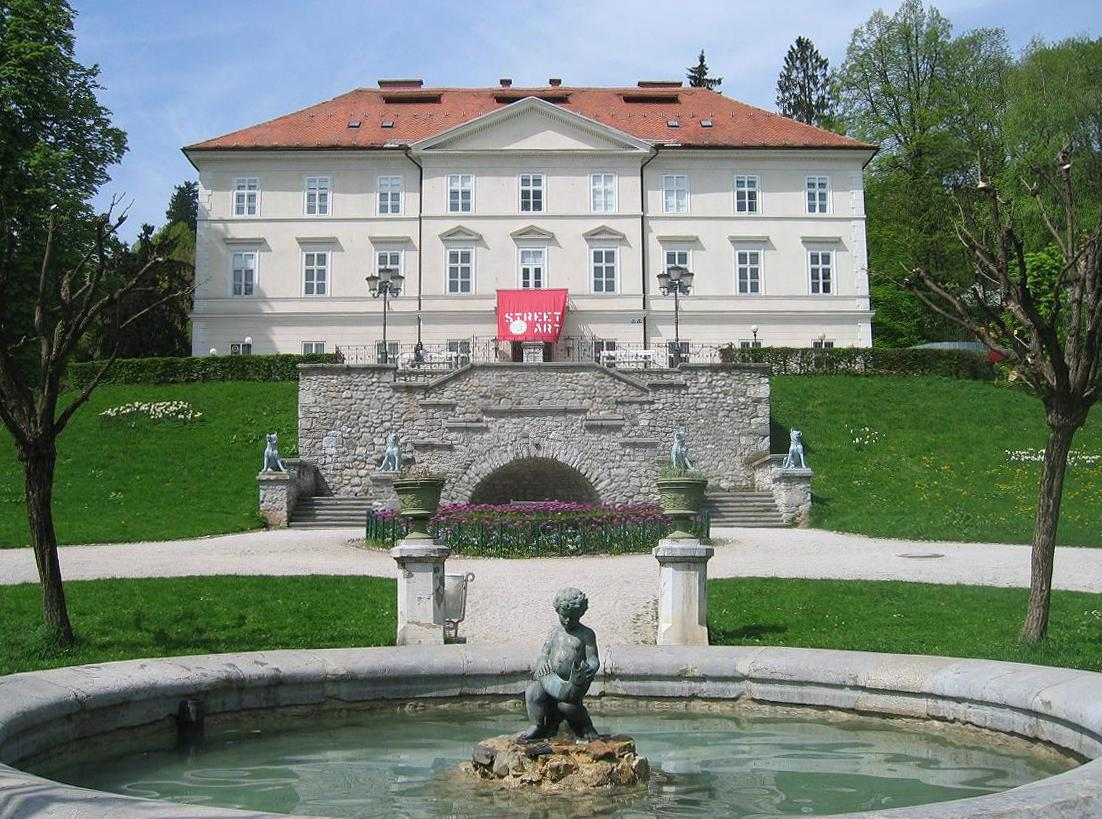
Zámek Tivoli, Lublaň

Zámek Tivoli (slovinsky: Grad Tivoli), původně nazývaný Podturnské panství (německy: Schloss Unterthurn, slovinsky: Grad Pod turnom), je panské sídlo v Lublani, hlavním městě Slovinska.

## Umístění
Sídlo se nachází v městském parku Tivoli (část ve čtvrti Rožnik), severozápadně od centra města (je z něj viditelný), na úpatí kopce Rožnik. Je na konci promenády Jakopič (dříve Lantieriho promenáda), která sama navazuje na Cankarovu ulici.
Za zámkem stojí budova v alpském stylu zvaná Švicarija (německy: Schweitzerhaus „Švýcarský dům“, dříve Hotel Tivoli). Vede kolem něj naučná stezka Jesenko.

## Historie
Na počátku 15. století stála v lesích nad současným umístěním věž; vlastnil ji Georg Apfalterer, spojenec vévody Fridricha (pozdějšího císaře Svaté říše římské Fridricha III.). Věž byla zničena Fridrichem II., hrabětem z Celje v roce 1440, ale byla inspirací pro původní název hradu: německy Schloss Unterthurn a slovinsky Grad Pod turnom, oba názvy doslova znamenají „hrad pod věží“.
Současná stavba byla postavena v 17. století na zřícenině předchozího hradu z renesančního období, zámek původně vlastnili jezuité, ale po potlačení jezuitského řádu v roce 1773 se dostal do vlastnictví Lublaňské diecéze. Používán jako biskupské letní sídlo, byl obklopen ovocnými sady.
V polovině 19. století jej koupil rakouský císař František Josef I., který jej v roce 1852 daroval veteránovi habsburskému maršálovi Josefu Radeckému. Radecký zrekonstruoval zámek v klasicistním stylu a dal mu současnou podobu. Většinu svého důchodu v něm strávil se svou manželkou Franciscou von Strassoldo Grafenberg, místní kraňskou šlechtičnou.
Polní maršál Josef Radecký z Radče (1766–1858) hodně přispěl k uspořádání parku Tivoli. Od roku 1882 do roku 1918 byla v Lublani na schodech před hradem Tivoli vystavena litinová socha Radeckého v plné velikosti. V roce 1851 získala cenu na Světové výstavě v Londýně. Dnes je zachována Městským muzeem v Lublani. Podstavec sochy však zůstává na původním místě.
V roce 1863 koupil zámek magistrát v Lublani, který jej používal jako (mimo jiné) chudobinec a později jej rozdělil na byty. V roce 1967 byl znovu zrekonstruován a stal se dějištěm Mezinárodního centra grafických umění.

## Litinoví psi

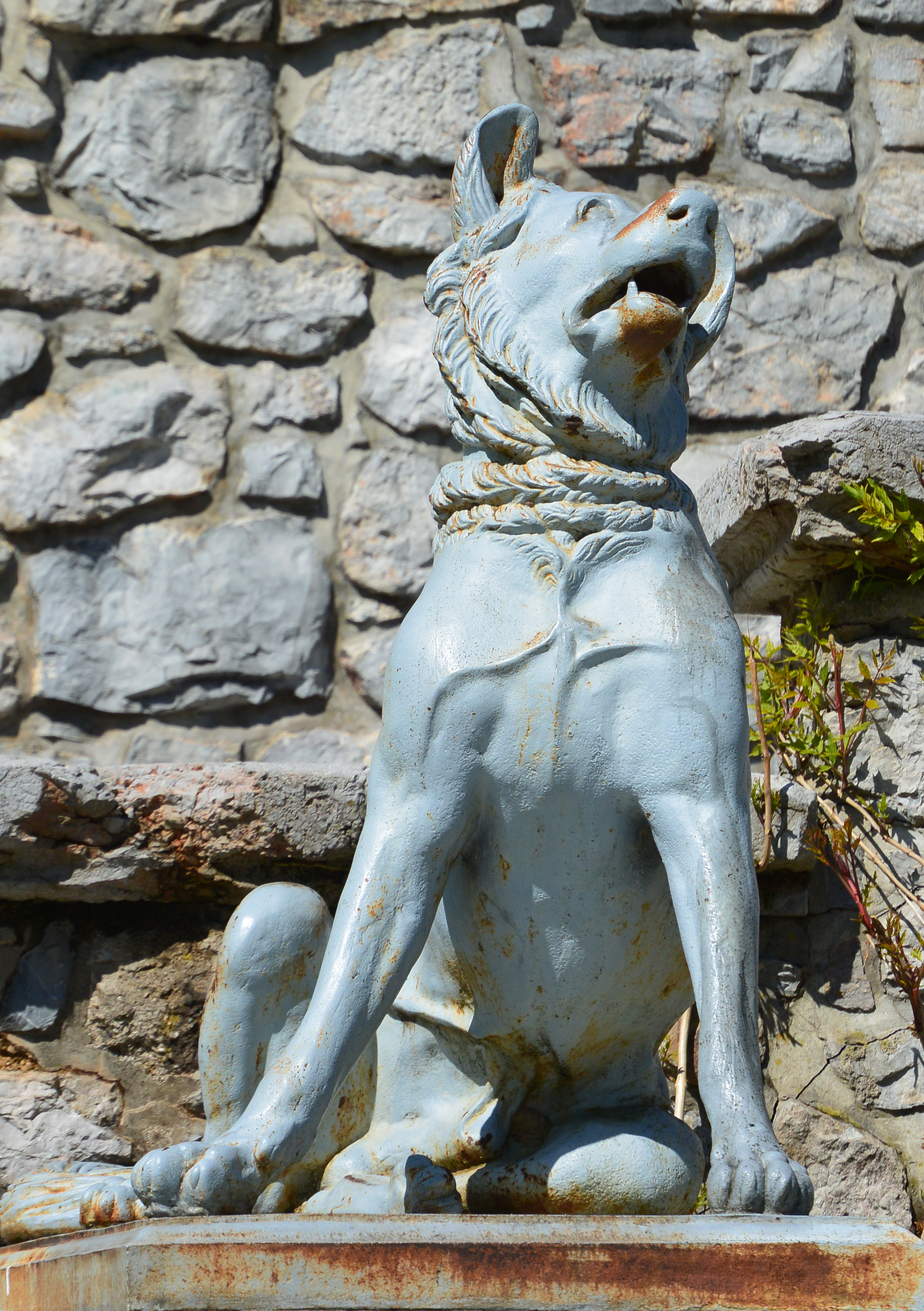
Litinový pes od Fernkorna

V roce 1864 vytvořil rakouský sochař Anton Dominik Fernkorn čtyři litinové psy, kteří jsou stále vystaveni v parku Tivoli před zámkem Tivoli. Psi nemají jazyky a říkalo se, že Fernkorn kvůli této chybě spáchal sebevraždu zastřelením. To se ale ukázalo jako lež.